# Vîdoșnea, Iarmolînți
Vîdoșnea (în ucraineană Видошня) este un sat în comuna Mîhailivka din raionul Iarmolînți, regiunea Hmelnîțkîi, Ucraina.

## Demografie
Componența lingvistică a localității Vîdoșnea
     Ucraineană (95,77%)
     Rusă (4,23%)
Conform recensământului din 2001, majoritatea populației localității Vîdoșnea era vorbitoare de ucraineană (95,77%), existând în minoritate și vorbitori de rusă (4,23%).